# Bruno Schulz (Medailleur)
Bruno Schulz (* 1940 in Karlsruhe) ist ein deutscher Graveurmeister, Medailleur und Unternehmer im Bereich Holzschnitzerei.

## Leben
Bruno Schulz durchlief eine Ausbildung zum Graveur bis zur Meisterprüfung. Ab 1962 betrieb er ein Atelier in Frankfurt am Main, später in Trier und ab 1978 in seiner Heimatstadt Karlsruhe, wo er Mitinhaber eines Geschäftes für Holzschnitzereien, insbesondere Weihnachtskrippen und andere christliche Kunst wurde. Von Karlsruhe aus wurde Schulz zudem als gefragter Medailleur und Porträtist „für fast alle damals tätigen Medaillen-Verlage und Prägeanstalten“ tätig.
Eine seiner Medaillen, ein mit der Künstlersignatur BS versehenes Porträt von Hans Christian Andersen aus der Prägeanstalt Deschler in München, war – mit falsch geschriebenen Namen Bruno Schultz – Bestandteil des Ausstellungs-Kataloges der XV. FIDEM-Ausstellung in Helsinki.
Ab 1990 gab Bruno Schulz seine Tätigkeiten als Medailleur weitgehend auf und befasste sich seitdem weitgehend selbst mit christlichen Themen.

## Werke (Auswahl)
- 1973: entweder in Bronze oder in Silber geprägte Medaille mit dem Porträt von Hans Christian Andersen[1]
- 1974: silberne Medaille zum Abschluss der Renovierung des Trierer Doms mit einem Porträt von Konstantin des Großen[1]
  - (ohne Prägedatum): Silbermedaille mit einem Porträt Ferdinand Sauerbruchs[1]
- 1976: silberne Medaille mit dem Porträt von Konrad Adenauer, rückseitig mit dem Bundesadler[1]